# Cybister lynceus
Cybister lynceus är en skalbaggsart som beskrevs av J. Balfour-browne 1950. Cybister lynceus ingår i släktet Cybister och familjen dykare. Inga underarter finns listade i Catalogue of Life.